# Sclerostomus rotundatus
Sclerostomus rotundatus es una especie de coleóptero de la familia Lucanidae.

## Distribución geográfica
Habita en Brasil.